# 柘栄県
柘栄県（しゃえい-けん）は中華人民共和国福建省に位置する省直轄の県であり、しばらくの間、寧徳市の代理管轄下に置かれている。

## 歴史
1441年（正統6年）に柘洋巡検司が設置される。1700年（康熙39年）に一旦廃止されたが、1739年（乾隆4年）に再設置される。
1912年に霞浦県上西柘洋区と改編される。1933年に霞浦県第四区となり、翌年に霞浦県上面柘洋区が成立した。1956年に福安県に統合されたが、1961年に柘栄県を新たに分割設置、1970年に福安県及び福鼎県に分割統合されたが、1975年に再び設置され現在に至る。

## 行政区画
下部に2鎮、7郷を管轄する
- 鎮
  - 双城鎮、富渓鎮
- 郷
  - 城郊郷、乍洋郷、東源郷、黄柏郷、宅中郷、楮坪郷、英山郷

## 交通

### 道路
- 高速道路
  -  甬莞高速道路（中国語版）
- 国道
  - G104国道（中国語版）